# Udarni krater
Udarni krater je jedan od najčešćih tipova kratera koji se spominju u astronomiji.
U najširem smislu, pojam udarni krater može se primeniti na bilo koju depresiju, prirodnu ili izazvanu ljudskim uticajem, koja proizilazi iz sudara (velike brzine) manjeg tela sa većim telom. Navedeni termin se najčešće koristi za kružne depresije na površini planeta, satelita ili drugih čvrstih tela u Sunčevom sistemu, formirane od udara manjih tela u podlogi. Za razliku od vulkanskih kratera, koji su rezultat eksplozije ili unutrašnjeg kolapsa, ovi krateri obično su oivičeni i imaju pod koji je niži od visine okolnog terena. Krateri se javljaju u raznim oblicima i to u rasponu od: malih jednostavnih zdela, do velikih, složenih, multi-prstenastih bazena. Meteorski krater je možda najpoznatiji primer malog kratera na Zemlji.
Udarni krateri su dominantna reljefna forma na mnogim čvrstim objektima Sunčevog sistema, uključujući Mesec, Merkur, Kalisto (eng. Callisto), Ganimed i većinu malih satelita i asteroida. Na drugim planetama i mesecima na kojima su više aktivni geološki procesi, kao što su Zemlja, Venera, Mars, Evropa, Ija i Titan, vidljivi krateri su ređi, jer nestaju pod uticajima erozije, zatrpani ili preobraženi tektonskim procesima tokom vremena.
U ranom Sunčevom sistemu, stopa kolizija nebeskih tela je bila mnogo veća nego danas. Veliki multi-prstenasti udarni bazeni, prečnika od nekoliko stotina kilometara ili više, zadržao se na primer na Merkuru i Mesecu. Rekordan period intenzivnog bombardovanja u unutrašnjem Sunčevom sistemu, se završio pre oko 3,8 milijardi godina. Od tog vremena, stopa nastanka novih kratera na Zemlji je znatno niža, ali je ipak primetna. Zemlju pogode jedan do tri udara, dovoljno velika da načine krater prečnika 20 km, u proseku svakih milion godina. To znači da ne bi trebalo biti puno više relativno mladih kratera na planeti nego što je dosada otkriveno.
Iako su Zemljini aktivni površinski procesi brzo uništili „zapise” udara, dosada je identifikovano oko 170 kopnenih kratera. Njihova veličina je u rasponu prečnika od nekoliko desetina metara do oko 300 km, a vremenskog su raspona od modernih (npr. Sihote-Alin krater u Rusiji  koji je nastao 1947) do starih više od dve milijarde godina, iako je većina mlađa od 500 miliona godina, pošto stariji krateri „iščezavaju” pod uticajem geoloških procesa. Mogu su takođe selektivno naći u stabilnim regijama u unutrašnjosti kontinenata. Malo podmorskih kratera je otkriveno zbog teškoća pri istraživanju morskog dna, brze stope promene na dnu okeana, i subdukcije na dnu okeana u Zemljinoj unutrašnjosti zbog procesa tektonike ploča.
Udarni krateri se ne trebaju mešati s drugim sličnim reljefnim oblicima koji se u nekim slučajevima pojavljuju, uključujući i kalderne prstenaste nasipe.

## Istorija
Daniel M. Barindžer, rudarski inženjer, bio je ubeđen već 1903. da je krater koji je posedovao, Meteorski krater, kosmičkog porekla. Većina geologa u to vreme pretpostavljala je da je nastao kao rezultat erupcije vulkanske pare.‍:41–42
Tokom 1920-ih, američki geolog Volter H. Bučer je proučavao brojne lokacije koje su danas prepoznate kao udarni krateri u Sjedinjenim Državama. Zaključio je da ih je stvorio neki veliki eksplozivni događaj, ali je verovao da je ta sila verovatno vulkanskog porekla. Međutim, 1936. godine, geolozi Džon D. Bun i Klod C. Albriton mlađi su ponovo pogledali Bučerove studije i zaključili da su krateri koje je proučavao verovatno nastali udarima.
Karl Gilbert je 1893. godine sugerisao da su Mesečevi krateri nastali usled velikih udara asteroida. Ralf Boldvin je 1949. napisao da su Mesečevi krateri uglavnom udarnog porekla. Oko 1960. godine, Džin Šumejker je oživeo tu ideju. Prema Dejvidu H. Leviju, Šumejker je „video kratere na Mesecu kao logična mesta udara koja nisu nastala postepeno, tokm eona, već eksplozivno, u sekundama“. Za svoj doktorat na Univerzitetu Prinston (1960), pod vođstvom Harija Hamonda Hesa, Šumejker je proučavao dinamiku udara meteorskog kratera. Šumejker je primetio da meteorski krater ima isti oblik i strukturu kao i dva kratera od eksplozije nastala testovima atomske bombe na poligonu u Nevadi, posebno Džangl U 1951. i Teapot Es 1955. Godine 1960, Edvard C. T. Čao i Šumejker su identifikovali koesit (oblik silicijum dioksida) u krateru Meteor, što dokazuje da je krater nastao usled udara koji je stvorio izuzetno visoke temperature i pritiske. Oni su pratili ovo otkriće identifikacijom koesita unutar stena u Nerdlinger Risu, dokazujući njegovo udarno poreklo.

## Реference
1. ↑  Spectacular new Martian impact crater spotted from orbit, Ars Technica, 6 February 2014.
2. ↑  „Barringer Meteorite Crater * Meteorites Craters and Impacts”. Barringercrater.com. Приступљено 16. 3. 2010.
3. ↑  „Meteor Crater”. Meteor Crater. Архивирано из оригинала 18. 11. 2012. г. Приступљено 24. 11. 2012.
4. ↑  „Barringer Meteor Crater”. US Dept of Interior, National Park Service. Архивирано из оригинала 05. 03. 2016. г. Приступљено 19. 2. 2013.
5. ↑  Blue, Jennifer (18. октобар 2010). Tycho. United States Geological Survey (USGS) Приступљено 4. 1. 2015.
6. ↑  „The Floor of Tycho Crater”. Lunar Reconnaissance Orbiter, NASA. 3. 8. 2017. Архивирано из оригинала 30. 03. 2017. г. Приступљено 1. 7. 2018.
7. ↑  Basaltic Volcanism Study Project. (1981). Basaltic Volcanism on the Terrestrial Planets; Pergamon Press, Inc: New York, p. 746. http://articles.adsabs.harvard.edu//full/book/bvtp./1981//0000746.000.html.
8. ↑  Consolmagno, G.J.; Schaefer, M.W. (1994). Worlds Apart: A Textbook in Planetary Sciences; Prentice Hall: Englewood Cliffs, NJ, p.56.
9. ↑  Carr, M.H. (2006) The surface of Mars; Cambridge University Press: Cambridge, UK, p. 23.
10. ↑  Grieve R.A.; Shoemaker, E.M. (1994). The Record of Past Impacts on Earth in Hazards due to Comets and Asteroids, T. Gehrels, Ed.; University of Arizona Press, Tucson, AZ, pp. 417-464.
11. ↑  Grieve, R.A.F.; Cintala, M.J.; Tagle, R. (2007). Planetary Impacts in Encyclopedia of the Solar System, 2nd ed., L-A. McFadden et al. Eds, p. 826.
12. ↑  „экспедиция на горы Маура, Сандырева, Ципина | VK”. vk.com (на језику: српски). Приступљено 2022-10-20.
13. ↑  Shoemaker, E.M.; Shoemaker, C.S. (1999). The Role of Collisions in The New Solar System, 4th ed., J.K. Beatty et al., Eds., p. 73.
14. 1 2  Levy, David (2002). Shoemaker by Levy: The man who made an impact. Princeton: Princeton University Press. стр. 59, 69, 74—75, 78—79, 81—85, 99—100. ISBN 9780691113258.
15. ↑  Boon, John D.; Albritton, Claude C. Jr. (новембар 1936). „Meteorite craters and their possible relationship to "cryptovolcanic structures"”. Field & Laboratory. 5 (1): 1—9.

## Literatura
- Baier, Johannes (2007). Die Auswurfprodukte des Ries-Impakts, Deutschland. Documenta Naturae. 162. Verlag. ISBN 978-3-86544-162-1.
- Bond, J. W. (decembar 1981). „The development of central peaks in lunar craters”. The Moon and the Planets. 25 (4): 465—476. Bibcode:1981M&P....25..465B. doi:10.1007/BF00919080.
- Melosh, H. J. (1989). Impact Cratering: A Geologic Process. Oxford Monographs on Geology and Geophysics. 11. Oxford University Press. Bibcode:1989icgp.book.....M. ISBN 978-0-19-510463-9.
- Randall, Lisa (2015). Dark Matter and the Dinosaurs. New York: Ecco/HarperCollins Publishers. ISBN 978-0-06-232847-2.
- Wood, Charles A.; Andersson, Leif (1978). New Morphometric Data for Fresh Lunar Craters. 9th Lunar and Planetary Science Conference. 13–17 March 1978. Houston, Texas. Bibcode:1978LPSC....9.3669W.
- Mark, Kathleen (1987). Meteorite Craters. Tucson: University of Arizona Press. Bibcode:1987mecr.book.....M. ISBN 978-0-8165-0902-7.
- Young, C.W. (1967). The Development of Empirical Equations for Predicting Depth of an Earth Penetrating Projectile (Report). SC-DR-67-60. Albuquerque NM: Sandia National Laboratories.
- Young, C.W. (1997). Penetration Equations (PDF) (Report). SAND94-2726. Albuquerque NM: Sandia National Laboratories. „This is a standalone report documenting the latest updated version of the Young/Sandia penetration equations and related analytical techniques to predict penetration into natural earth materials and concrete. See Appendix A & B for intro to penetration equations.”
- Alekseevskii, V. P. (1966). „Penetration of a Rod into a Target at High Velocity”. Combustion, Explosion, and Shock Waves (Fizika Goreniya i Vzryva). 2 (2): 99—106. ISSN 0010-5082. S2CID 97258659. doi:10.1007/BF00749237.
- Tate, A. (1. 11. 1967). „A Theory for the Deceleration of Long Rods After Impact” (PDF). Journal of the Mechanics and Physics of Solids. 15 (6): 387—399. Bibcode:1967JMPSo..15..387T. doi:10.1016/0022-5096(67)90010-5. Архивирано из оригинала (PDF) 26. 3. 2012. г. Приступљено 23. 6. 2011.
- Bernard, Robert S. (1978). Depth and Motion Prediction for Earth Penetrators (PDF) (Report). ADA056701. Vicksburg, MS: Army Engineer Waterways Experiment Station Vicksburg. Архивирано из оригинала (PDF) 8. 10. 2012. г.
- Walters, William P.; Segletes, Steven B. (1991). „An Exact Solution of the Long Rod Penetration Equations”. International Journal of Impact Engineering. 11 (2): 225—231. doi:10.1016/0734-743X(91)90008-4.
- Segletes, Steven B.; Walters, William P. (2002). Efficient Solution of the Long-Rod Penetration Equations of Alekseevskii-Tate (PDF) (Report). ARL-TR-2855. Aberdeen, MD: Army Research Lab Aberdeen Proving Ground MD.
- Segletes, Steven B.; Walters, William P. (2003). „Extensions to the Exact Solution of the Long-Rod Penetration/Erosion Equations” (PDF). International Journal of Impact Engineering. 28 (4): 363—376. doi:10.1016/S0734-743X(02)00071-4. Приступљено 23. 6. 2011.
- Cowen, R. (2000). „The K–T extinction”. University of California Museum of Paleontology. Приступљено 2007-08-02.
- DePalma, Robert A.;  . (1. 4. 2019). „A seismically induced onshore surge deposit at the KPg boundary, North Dakota”. PNAS. 116 (17): 8190—8199. Bibcode:2019PNAS..116.8190D. PMC 6486721 . PMID 30936306. doi:10.1073/pnas.1817407116 .
- Fortey, Richard (2005). Earth: An Intimate History. New York: Vintage Books. ISBN 978-0-375-70620-2. OCLC 54537112.
- Papers and presentations resulting from the 2016 Chicxulub drilling project—The Geological Society of America, GSA Annual Meeting in Seattle, Washington, USA - 2017, Session No. 192
- Kring, D.A. (2005). „Chicxulub impact event: Understanding the K–T boundary”. NASA Space Imagery Center. Архивирано из оригинала 29. 6. 2007. г. Приступљено 2007-08-02.
- Preston, Douglas (2019-04-08). „The Day the Dinosaurs Died”. The New Yorker. стр. 52—65. „Robert A. de Palm has found strong evidence that the dinosaurs—and nearly all other life on Earth—were indeed wiped out 66 million years ago by the Chicxulub asteroid”